# 174 Fedra
174 Fedra (mednarodno ime 174 Phaedra) je velik asteroid tipa S v glavnem asteroidnem pasu. 

## Odkritje
Asteroid je odkril kanadsko-ameriški astronom James Craig Watson (1845 – 1904) 2. septembra 1877 . Ime je dobil po kraljici Fedri iz grške mitologije.

## Lastnosti
Asteroid Fedra obkroži Sonce v 4,83 letih. Njegova tirnica ima izsrednost 0,145, nagnjena pa je za 12,132° proti ekliptiki. Njegov premer je 69,24 km, okoli svoje osi pa se zavrti v 5,744 h . Svetlobne krivulje asteroida kažejo, da ima precej nepravilno ali podolgovato obliko.